# Кам'янка (притока Малої Вудажки)
Кам'янка (біл. Каменка) — річка в Чериковському районі Могильовської області Білорусі, ліва притока річки Мала Вудажка (басейн Дніпра). Довжина річки 6 км.